# Chan Peng Soon
Chan Peng Soon (陳炳順T, 陳炳順S, Chén BǐngshùnP; George Town, 27 aprile 1988) è un giocatore di badminton malese, vincitore della medaglia d'argento nel doppio misto a Rio de Janeiro 2016.

## Palmarès
- Giochi olimpici

Rio de Janeiro 2016: argento nel doppio misto.
- Giochi asiatici

Nuova Delhi 2014: oro nel doppio misto.
- Campionati asiatici

Incheon 2014: oro nel doppio misto.
- Giochi del Commonwealth

Nuova Delhi 2010: oro nel doppio misto.
Glasgow 2014: oro nel doppio misto.
- Giochi del Sud-est asiatico

Vientiane 2009: argento nel doppio misto.
Singapore 2015: argento a squadre maschile e bronzo nel doppio misto.